# Nessma El Jadida
Nessma El Jadida (depuis 2022), anciennement Nessma (arabe : نَسْمَة) de 2007 à 2013 et de 2016 à 2021, est une chaîne de télévision généraliste lancée en 2007 par Nabil Karoui et qui cible le Maghreb.
Des variantes ont vu le jour durant l'histoire de la chaîne, Nessma Rouge de 2013 à 2016, Nessma Verte en 2013, Nessma Bleue de 2013 à 2016 et Nessma Live et Nessma Sport en 2017.

## Histoire
Le lancement de Nessma a lieu le 16 mars 2007 via satellite. Le ministre tunisien des Communications, Rafaâ Dekhil, l'inaugure officiellement le 23 mars ; la diffusion avait déjà commencé au préalable à titre de test. La chaîne commence par diffuser Star Academy dans sa version maghrébine, Star Academy Maghreb, compétition remportée par Hajar Adnane. Après la fin de la première saison, Nessma souffre de difficultés financières résultant de la suspension de sa grille pour passer à la diffusion de clips musicaux. Cette crise financière se termine lorsque le PDG, Nabil Karoui, annonce l'arrivée des groupes Quinta Communications de Tarak Ben Ammar et Mediaset de Silvio Berlusconi comme partenaires.
Le projet est relancé en 2009 avec une nouvelle grille basée principalement sur les séries et films américains, à l'exception de Ness Nessma et Non Solo Moda. En décembre 2009, la chaîne annonce la deuxième saison de Star Academy Maghreb avant qu'elle ne soit annulée pour raisons financières.
Après le succès que connaît Ness Nessma grâce à ses chroniques humoristiques, la chaîne attire plus de publicité et de nouvelles émissions sont produites, comme Ness El CAN, Ness El Hand, Ness Sport, etc. En 2010, de nouveaux programmes s'ajoutent à la grille comme Couzinetna Hakka, Memnou Al Rjel, Ness Hollywood, PlayR, Net Mag, Imine Issar et Dhayf Al Ousbou. Nessma diffuse également sa première sitcom, Nsibti Laaziza, qui connaît un grand succès.
Le 9 octobre 2011, à la suite de la diffusion en dialecte arabe tunisien du film franco-iranien Persepolis suivie d'un débat sur l'intégrisme religieux, le siège tunisois de la chaîne est attaqué par un groupe de salafistes. Le 14 octobre, des salafistes attaquent le domicile de Nabil Karoui, le président de Nessma.
Le 22 avril 2013, la chaîne est scindée en trois canaux distincts, baptisés Nessma Rouge, Nessma Verte et Nessma Bleue, la première étant destinée aux publics tunisien et libyen, la deuxième aux publics algérien et marocain et la dernière à la diaspora maghrébine en Europe. Nessma Verte s'arrête le 31 décembre 2013, notamment en raison de difficultés financières.
En 2016, la chaîne retrouve momentanément son unité, avec la disparition de Nessma Bleue. Nessma Rouge redevient alors Nessma tout court.
En janvier 2017, Nessma Live est lancée. Le 4 octobre, Nessma Sport, chaîne en streaming consacrée au sport, est lancée sur Internet.
Le 25 avril 2019, ses équipements sont saisis à la demande de la Haute Autorité indépendante de la communication audiovisuelle (HAICA), qui indique que la chaîne émet sans licence depuis 2014 et ce « après des tentatives multiples pour trouver une solution avec cette chaîne »,. La chaîne reprend peu après sa diffusion sans licence, et le 23 août, la HAICA et l'Instance supérieure indépendante pour les élections lui interdisent de couvrir la campagne électorale de la présidentielle et des législatives, pour lesquelles Nabil Karoui et son parti Au cœur de la Tunisie sont candidats.
La HAICA annonce le 27 octobre 2021 la fermeture de la chaîne avec saisie du matériel, officiellement en raison de « suspicions de corruption financière et administrative », ce qui provoque des remous au sein du paysage médiatique tunisien. À la suite d'un accord en vertu duquel la chaîne obtient une licence provisoire de diffusion, elle reprend ses activités le 11 mars 2022 sous le nom de Nessma El Jadida,.

## Organisation
Le capital de la société Nessma Entertainment est détenu à l'origine par le groupe publicitaire tunisien Karoui & Karoui World. Le 21 mai 2008, le groupe annonce l'entrée dans le capital de la chaîne des groupes italien Mediaset et tunisien Quinta Communications de Tarak Ben Ammar à hauteur de 25 % chacun. Fethi Houidi est alors nommé à la tête de la chaîne.
Le conseil d'administration est composé de Nabil Karoui, Ghazi Karoui, Tarak Ben Ammar et Andrea Goretti (représentant de Mediaset).
Les locaux de la chaîne se situent à Paris et à Tunis.

## Identité visuelle

### Logos

Logo de Nessma du 16 mars 2007 au 22 avril 2013.
Logo de Nessma Verte du 22 avril au 31 décembre 2013.
Logo de Nessma Bleue du 22 avril 2013 à 2016.
Logo de Nessma Rouge du 22 avril 2013 à 2016.
Logo de Nessma de 2016 à 2017.
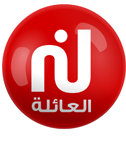
Logo de Nessma de 2017 à 2021.
Logo de Nessma Live depuis janvier 2017.
Logo de Nessma Sport depuis le 4 octobre 2017.
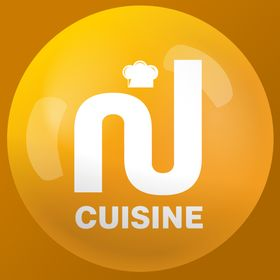
Logo de Nessma Cuisine.

### Slogans
- « La télé du Grand Maghreb » (2009)
- « La chaîne de la famille » (2014)

## Programmes
La chaîne, dont la cible potentielle est la jeunesse maghrébine, propose dans un premier temps une version locale de la célèbre émission Star Academy : Star Academy Maghreb. Cette dernière réunit quatorze candidats de Tunisie, d'Algérie, du Maroc, de Libye et de France.
La grille des émissions est ensuite diversifiée avec des clips musicaux, des films, des talk-shows (Ness Nessma) et des séries. Le magazine Envoyé spécial Maghreb, inspiré de sa version française, est lancé au printemps 2009 et diffusé le dimanche soir.

### Émissions
- Bissiyassa
- Couzinetna Hakka
- Dhayf Al Ousbou
- El Braquage
- Imin Issar
- Jek El Marsoul
- Les Guignols du Maghreb[14]
- Memnou Al Rjel (Interdit aux hommes)
- Moustawdaa Nessma
- Ness Hollywood
- Ness Nessma
- Ness Sport
- NetMag
- News

### Séries étrangères
- Aşk-ı Memnu
- Bab Al Hara
- Bin Narine
- Cello
- Cold Case
- Desperate Housewives
- Dr House
- House of Saddam
- Game of Thrones
- Gilmore Girls
- Grey's Anatomy
- Gümüş
- Kattousset Ermed
- Kouloub Erroman
- Law
- Les Experts
- Lost : Les Disparus
- Mad About You
- Muhteşem Yüzyıl
- Muhteşem Yüzyıl: Kösem
- Omar
- Rome
- Sayidet El Mazraa
- Ugly Betty
- Un, dos, tres
- Wild Palms

### Séries tunisiennes
- 16-16
- Dar Louzir
- Dar Nana
- Nsibti Laaziza
- Pour les beaux yeux de Catherine
- Nouba
- Ragouj
- Ragouj El Kenz
- Sabak El Khir
- Sahbek Rajel
- Super Tounsi

## Football
Un accord est signé le 5 février 2010 entre le Club africain et Nessma pour la diffusion d'une émission hebdomadaire de plus d'une heure et demie consacrée au club. Un autre accord est signé le 28 avril entre le Mouloudia Club d'Alger et la chaîne pour la diffusion d'une émission de 52 minutes consacrée au club, Mouloudia TV, tous les mercredis à 18 h 45.